# UCI Europe Tour 2006
Dit is een overzichtspagina met de winnaars van de belangrijkste UCI Europe Tour wedstrijden in 2006.

## Eindklassementen
| Rang | Renner                | Punten |
| ---- | --------------------- | ------ |
| 1.   | Niko Eeckhout         | 709    |
| 2.   | Danilo Hondo          | 688    |
| 3.   | Rinaldo Nocentini     | 582    |
| 4.   | Sergej Kolesnikov     | 514    |
| 5.   | Luca Mazzanti         | 491    |
| 6.   | Baden Cooke           | 454    |
| 7.   | Aleksandr Chatoentsev | 451    |
| 8.   | Andrea Tonti          | 441    |
| 9.   | Ricardo Serrano       | 379    |
| 10.  | Roeslan Pidhorny      | 358    |

| Rang | Ploegen                      | Punten |
| ---- | ---------------------------- | ------ |
| 1.   | Acqua & Sapone               | 1751   |
| 2.   | Unibet.com                   | 1665   |
| 3.   | Moscow Stars                 | 1509   |
| 4.   | Rabobank Continental         | 1489   |
| 5.   | Chocolade Jacques            | 1475   |
| 6.   | Ceramiche Panaria - Navigare | 1416   |
| 7.   | Perutnina Ptuj               | 1242   |
| 8.   | Team Barloworld - Valsir     | 1225   |
| 9.   | Team Wiesenhof               | 1177   |
| 10.  | Comunidad Valenciana         | 1130   |

| Rang | Land      | Punten  |
| ---- | --------- | ------- |
| 1.   | Italië    | 3264    |
| 2.   | Duitsland | 2485    |
| 3.   | België    | 2373    |
| 4.   | Spanje    | 2368    |
| 5.   | Rusland   | 2277,32 |
| 6.   | Nederland | 2172    |
| 7.   | Polen     | 1793,32 |
| 8.   | Slovenië  | 1552    |
| 9.   | Frankrijk | 1449    |
| 10.  | Oekraïne  | 1292    |